# 石仲览
石仲览（?—?），唐朝官员，江都（今江苏省扬州市）人。
高智周、来济、郝处俊、孙处约四人到江都依附石仲览。石仲览倾家产与四人结好，让他们说出各自的愿望。郝处俊说：“大丈夫要么不出仕，入仕就要官至宰相。”来济、高智周也这么说。孙处约说：“能做到舍人，在殿中周旋议论也可以了。”石仲览让相工为他们看相，相工对他说：“高智周的显贵，君不及见到了。来济早年显贵而末年落败，高智周晚年显贵而长寿。我听说升得快的容易跌倒，晋升慢的灾难少，这是天道。”后来济官居吏部，孙处约以瀛州参军入朝选官，来济说：“满足你的愿望了。”拟任通事舍人。之后，降阶询问平生。石仲览官至驾部郎中、御史中丞。石仲览去世，来济等更加显贵。

## 延伸阅读
[在维基数据编辑]
 《新唐書·卷106》，出自《新唐書》